# Хитовете
„Хитовете“ е петият студиен албум на българския поп-рок дует Дони и Момчил, издаден през 1998 година, от „Маркос Мюзик“. Албумът е с продължителност 77 мин и 6 секунди.

## Изпълнители
- Добрин Векилов – вокал, музика и текст
- Момчил Колев – аранжимент

## Песни
1. Шапка на цветни петна – 4:00
2. Червило (радиоверсия) – 3:15
3. Ближи си сладоледа (ремикс'98) – 4:45
4. Малкият принц (ремикс '98) – 3:58
5. Косите на самодивата – 3:36
6. Утринна сянка – 5:13
7. Нестинарка – 4:17
8. Заспали птици – 3:11
9. Уморени крила – 3:02
10. Слънцето на войника – 3:53
11. Картина – 3:32
12. Дива роза – 4:00
13. Твоите очи – 2:48
14. Твойта тишина – 3:53
15. Сляпо момиче – 7:16
16. Облаче ле, бяло – 2:21
17. Хубава си, моя горо – 3:07
18. Червило (видеоклип)